# Sven Brandel (arkitekt)
Sven Adolf Brandel, född 30 juli 1886 i Lunds stadsförsamling i dåvarande Malmöhus län, död 24 oktober 1931 i Engelbrekts församling i Stockholm, var en svensk arkitekt.
Efter mogenhetsexamen i Växjö 1905 började Brandel på Kungliga Tekniska högskolan i Stockholm 1906 och avlade arkitektexamen där 1910. Han studerade också vid Konsthögskolan. Brandel var praktiserande arkitekt i Helsingfors 1910–1913 och i Stockholm 1913–1931. Han var tjänstgörande arkitekt utom stat i Byggnadsstyrelsen 1919–1931, amanuens hos vitterhets-, historie- och antikvitetsakadamien 1919–1925 samt extra antikvarie och föredragande i byggnadsärenden där 1925–1931. Som amanuens vid Statens historiska museum från 1917 skapade han bland annat den arkitektoniska ramen kring Birgittautställningen 1918.
Brandel ledde restaureringarna av ett större antal äldre kyrkor, bland annat i Östra Ryd, Täby, Värmdö, Färentuna, Årsunda, Östhammar, Enåker, Frösön, Hacksta, Akebäck, Väte, Ås, Västra Skedvi, Härkeberga, Kärrbo, Fittja, Vallby och Råbelöv samt restaureringen av gamla apoteket i Visby. Brandel ledde även flera arkeologiska ruinutgrävningar, däribland Stäkeholm vid Västervik. Denna ruin konserverade han och anordnade som ruinpark. Brandel utförde även ritningar till nybyggen, däribland  Rödöns och Ramsta kyrkor.
Brandel utgav tre delar av det konsthistoriska verket Sveriges kyrkor, vilka avhandlade Klara kyrka i Stockholm och kyrkorna i Danderyds skeppslag samt även en bok om den medeltida borgen Bjärkaholm, som han delvis grävt ut själv. Han utgav också flera mindre skrifter, däribland en uppsats om nyupptäckta muralmålningar i svenska kyrkor, tryckt i den tyska tidskriften Die Denkmalpflege för år 1931.Han var ledamot av Svenska Teknologföreningen 1907–1922 och riddare av Vasaorden.
Sven Brandel var son till skolmannen Sven Adolf Brandel och Alma Christina Busch. Han var 1919–1924 gift med Dagny Tidemand (1897–1931), bördig från Norge och omgift med greve Knut Posse. År 1926 gifte Sven Brandel om sig med Marit Widén (1903–1988), dotter till landshövding Johan Widén och Ellen Murray samt efter förste makens död omgift med disponenten Einar Hedenlund. Sven Brandel avled barnlös och är begraven på Värmdö kyrkogård.

## Bilder

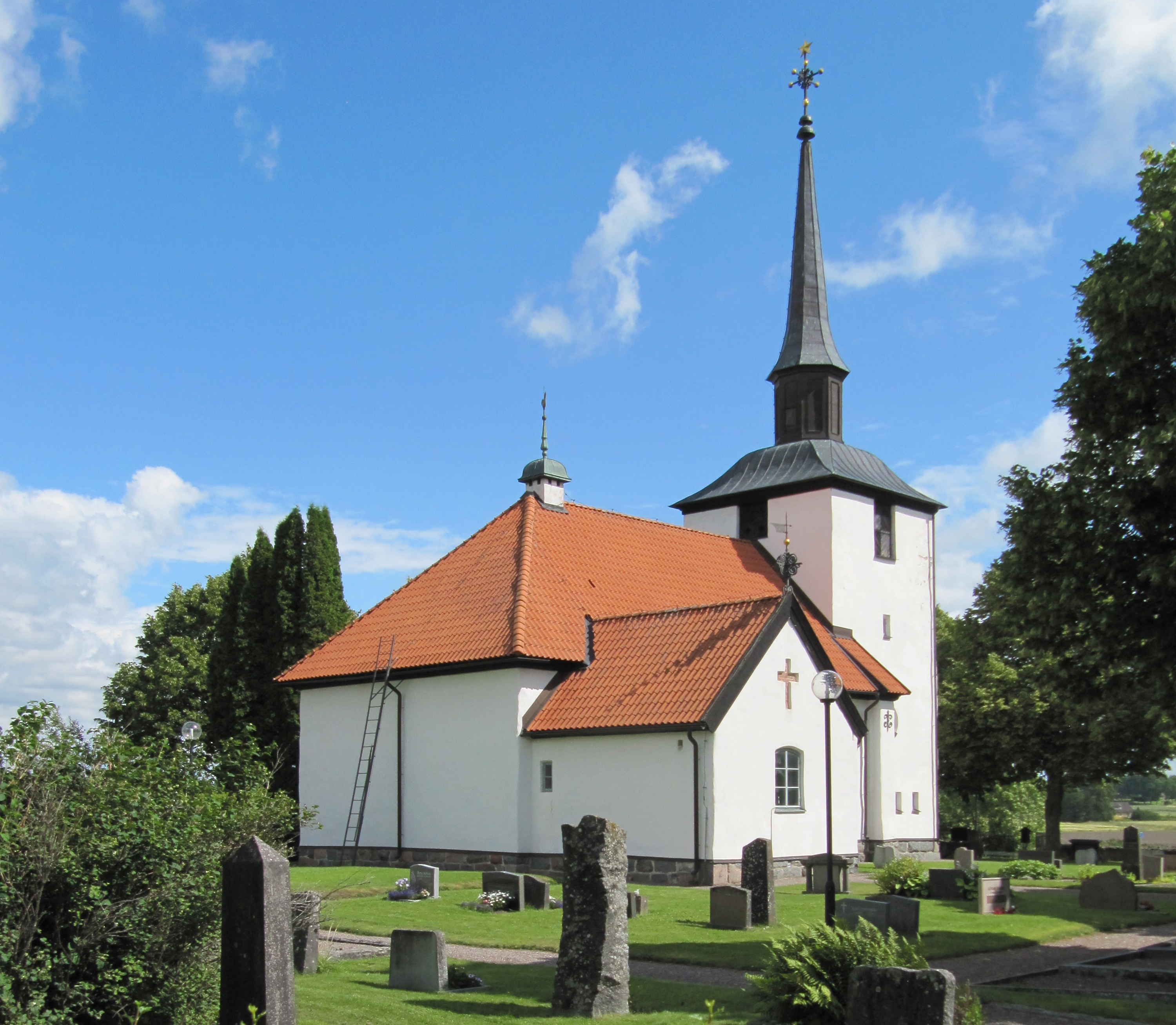
Ramsta kyrka
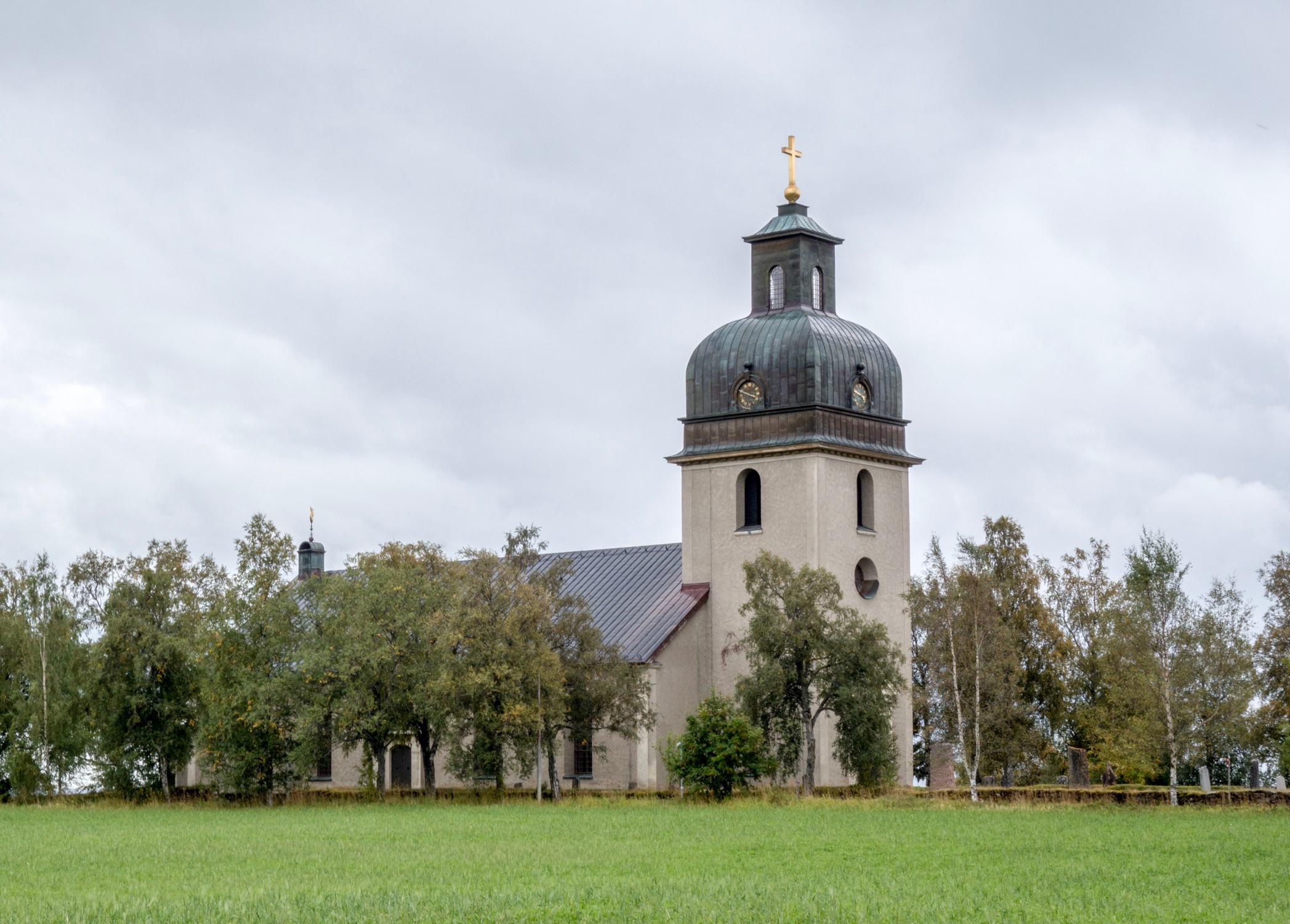
Rödöns kyrka